# Chiesa di Santa Maria delle Fabbrecce
La chiesa di Santa Maria delle Fabbrecce è situata a qualche chilometro dalla città di Pesaro, sulla strada statale Adriatica verso Rimini.

## Storia
La chiesa ha antiche origini, apparteneva ai Crocigeri, che obbedivano alla Regola di sant'Agostino La chiesa era denominata Santa Maria Imperiale per la sua vicinanza alla villa Imperiale, e risulta fosse luogo di alloggio (hospitale) per i pellegrini che non potevano pernottare in città, da questa piccole dimore nacque il nome di piccole case-fabbricette. I Crocigeri furono poi assegnati dal duca Francesco Maria II Della Rovere nel 1610 alla chiesa cittadina del Suffragio dovettero quindi lasciare questa a un prete rurale. Con il ritorno di Pesaro a sede papale nel 1631 e la successiva soppressione dell'ordine nel 1636, i locali compreso la chiesa diventarono commenda. 
Nel 1730 con la bolla pontificia di papa Clemente XII, la chiesa divenne cappellania curata sussidiaria della parrocchia di San Matteo del quartiere Roncaglia. 
L'edificio fu oggetto di lavori di ammodernamento nel 1740 quando fu demolita la loggia che si trovava davanti all'entrata maggiore come da ordine della visita pastorale del vescovo Filippo Carlo Spada. Fu poi nuovamente e completamente ricostruita nei primi anni dell'Ottocento su commissione del conte Giovan Francesco Almerici su progetto dell'architetto Tommaso Bicciaglia, e elevata a parrocchia da monsignor Giuseppe Beni nel 1803.

## Descrizione
La ricostruzione ottocentesca ha modificato completamente l'assetto dell'edificio girando a 360° l'asse della chiesa: dove sorge la facciata di Santa Maria delle Fabbrecce, una volta vi sorgeva l'abside dell'antica chiesa di Santa Maria Imperiale, fparte che però  ostacolava il passaggio nella via, mentre la facciata di Santa Maria Imperiale era rivolta in direzione della villa Imperiale.
L'interno della chiesa, a unica navata, ed è scandito da colonne complete di capitelli ionici che dividono le quattro cappelle laterali. Vi si conservano due tele restaurate da Giuliano Arduini: 
- Sant'Ignazio di Loyola, San Francesco Saverio e Angeli in gloria attorno al monogramma del nome di Gesù di Francesco Giammarchi;
- beata Michelina in estasi sul Monte Calvario.